# Urauchi-gawa
Le fleuve Urauchi (浦内川, Urauchi-gawa) est un fleuve du district de Yaeyama (préfecture d'Okinawa), sur l'île d'Iriomote, Au Japon. S'écoulant dans le parc national d'Iriomote-Ishigaki, il est le plus long cours d'eau d'Okinawa.

## Géographie
Le fleuve Urauchi est un cours d'eau entièrement situé dans le bourg de Taketomi (préfecture d'Okinawa), au Japon. Long de 18,8 km, il prend sa source sur les pentes du versant sud-ouest du mont Komi,, (469 m), s'écoule vers le nord-ouest, dans le Nord-Ouest de l'île d'Iriomote, et rejoint les eaux de la mer de Chine orientale en baie d'Urauchi,,.